# Sporting Club de Tinqueux
Maillots
Le Sporting Club de Tinqueux était un club français de football basé à Tinqueux, dans l'agglomération rémoise. Le club est radié en 2019.

## Histoire
Le club évolue en CFA 2 pendant 6 saisons : de la saison 1997-1998 à la saison 2001-2002, puis en 2009-2010.
En 2018, le club est renommé Fc Tinqueux Champagne.

## Palmarès
- Championnat de DH de Champagne-Ardenne (1)
  - Champion : 1997

## Entraîneur
- 1994-1998 :  Bruno Scipion
- 2000-oct. 2001 :  Tony Giannetta
- ?-2006 :  François-Xavier Rouger
- 2006-? :  Frank Rosenthal